# Le Clan des Centaures
Le Clan des Centaures est le premier album de la série Simon du Fleuve écrite et réalisée par Claude Auclair. Dans ce premier album de la série, le personnage se met en place, représenté par Simon. Il vient d'une des cités, "cité3".

## Personnages
- Simon du Fleuve
- Charles et sa petite-fille Estelle
- Igaal, chef du clan des Centaures

## Synopsis
Première histoire des aventures de Simon Du Fleuve, dans laquelle, après avoir erré, survivant seul et sans ressources, Simon rencontre et sympathise avec une tribu de cavaliers et de sédentaires "Les Centaures". Il se lie d'amitié avec l'ancien, le patriarche du clan (Charles), et sa petite-fille Estelle, et sympathise avec plusieurs des membres du Clan.